# جان گوایس
جان گوایس (انگلیسی: John Guise; زاده ۲۹ اوت ۱۹۱۴ – درگذشته ۷ فوریهٔ ۱۹۹۱) سیاست‌مدار اهل پاپوآ گینه نو بود. وی از ۶ سپتامبر ۱۹۷۵ تا ۱ مارس ۱۹۷۷ اولین فرماندار کل پاپوآ گینه نو بود.
جان گوایس در ۷ فوریه ۱۹۹۱، در سن ۷۶ سالگی درگذشت.